# 溝口紀子
溝口 紀子（みぞぐち のりこ、1971年7月23日 - ）は、日本の柔道家、教育学者、スポーツ社会学者。学位は博士（学術）（東京大学・2015年）。日本女子体育大学体育学部、同大学院・教授。公益社団法人袋井市スポーツ協会会長。公益財団法人全日本柔道連盟 評議員。日本武道学会 評議員。学校法人二階堂学園理事、評議員。
女子柔道日本代表選手を経て、女子柔道フランス代表コーチ、静岡県教育委員会・委員長、静岡文化芸術大学・教授などを歴任した。

## 概要
静岡県磐田市出身の女子柔道家である。1992年バルセロナオリンピックでは女子柔道52 kg級にて銀メダルを獲得した。また、2004年アテネオリンピックでは、女性初のオリンピックフランス代表柔道チームのコーチを務めた。フランス語が堪能であり、多文化を理解するコーチとして高い評価を受けた。帰国後は、スポーツガバナンス、ジェンダー、スポーツ文化論を研究している。静岡県立大学短期大学部の社会福祉学科にて助手を務めたのち、静岡文化芸術大学の文化政策学部にて講師、准教授を経て、教授を務めた。また、静岡県教育委員会の委員を務め、2014年10月からは委員長を務めた。なお、地方教育行政の組織及び運営に関する法律の改正に伴い、2015年に教育委員会の委員長が廃止されたため、歴代最後の委員長となった。2018年、一般社団法人袋井市スポーツ協会会長に就任。2021年、公益法人化の移行に尽力し、公益社団法人袋井市スポーツ協会として、政令都市以外では静岡県内初となる公益認定を受けたスポーツ団体となった。スポーツ社会学の専門家としてテレビの情報、報道番組に出演する機会が多い。2016年10月からは、『ひるおび!』（TBSテレビ）にレギュラーコメンテーターとして出演。ローカル情報番組『ORANGE』（静岡放送）レギュラーコメンテーター 、バラエティ番組『そこまで言って委員会NP』（読売テレビ）などスポーツ社会学者の専門家として出演している。とりわけ、Yahoo!JAPAN公式コメンテーター アワード2021 特別賞を受賞している。

## 来歴

### 生い立ち
1981年、福田町立福田小学校4年のときから柔道を始める。1986年、福田町立福田中学校（のちの磐田市立福田中学校）2年生のとき、全日本体重別選手権56 kgに出場し3位入賞を果たす。1987年、中学3年生のとき、当時の女王山口香に憧れて56 kgから52 kgに階級変更した。同年、全日本体重別選手権の52 kg級決勝で山口香と対戦し送襟絞で一本負け。これをきっかけに寝技を強化し「まむしの溝口」と異名を持つ。1988年、静岡県立浜松西高等学校2年のとき、講道館で開かれた全日本選抜柔道体重別選手権52 kg級で当時10連覇の女王・山口香を破った。1989年、全日本体重別選手権52 kg級2連覇、初のベオグラード世界選手権代表となり7位入賞を果たした。

### 柔道家として
1990年、埼玉大学進学後の全日本体重別選手権52 kg級決勝で、筑波大学の植田睦に敗北した。12月の福岡国際女子柔道選手権52 kg級で初優勝を果たす。1991年、全日本体重別選手権52 kg級で植田睦に再度敗北し、世界代表の座を奪われる。12月の福岡国際女子柔道選手権52 kg級で2連覇を果たす。1992年バルセロナオリンピック代表最終選考会を兼ねた全日本選抜体重別選手権にて、ライバル植田睦に決勝で僅差判定勝ち。初の五輪代表の座を獲得。7月31日、バルセロナオリンピックにおいて、52 kg級決勝で地元スペインのアルムデナ・ムニョスに惜敗するも銀メダルを獲得した。12月の福岡国際52 kg級決勝でムニョスにリベンジを果たして3連覇を達成した。
1993年、広島国際女子柔道選手権大会から階級を56 kgに変更し、56 kg世界チャンピオン、五輪2位のニコラ・フェアブラザーに内股で一本勝ち。これをきっかけに56 kgに転向したといわれている。1994年、56 kg級に転向するも国内では立野千代里、菅原教子に敗戦し、日本代表の座から遠のいた。1995年、全日本選抜体重別選手権56 kg級で大塚雅子に内股で一本勝ちし、幕張世界選手権日本代表となる。同年10月の幕張世界選手権では1回戦敗退。1996年、2月のパリ国際決勝で、当時の世界女王ドリウリス・ゴンザレスに勝ち4度目の大会制覇を達成した。1996年アトランタオリンピック最終選考会を兼ねた全日本選抜体重別選手権56 kg級決勝で、立野千代里に僅差判定勝ちし、2度目の五輪代表となる。同年8月のアトランタオリンピックでは、準々決勝で韓国代表の鄭善溶に惜敗した後に気持ちが切り替えられず敗者復活戦に挑み惨敗、引退を決意した。

### 柔道引退後

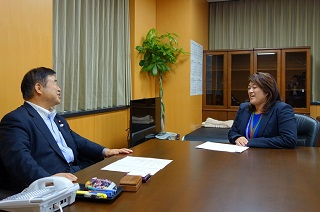
2015年8月20日、東京オリンピック競技大会・東京パラリンピック競技大会担当大臣遠藤利明（左）と

1997年より静岡県立大学短期大学部の社会福祉学科にて助手を務めた。また、2004年アテネオリンピックなど2002年から2004年までフランスにおいては、女子柔道フランス代表チームのコーチを務めた。なお、日本人女性が同国の柔道代表チームでコーチを務めるのは、初めてのことである。その後、2005年より静岡文化芸術大学の文化政策学部で講師を務め、2009年には准教授、2016年には教授に昇任した。
2010年より静岡県教育委員会の委員を務め、2014年10月からは委員長を務めた。2015年に教育委員会の委員長が廃止されたため、歴代最後の委員長となった。
2017年4月27日、読売新聞の取材によると同年6月の静岡県知事選挙に対し「周囲から、『現職に対抗して出るべきだ』という声をいただいており、検討している。ただ、最終的な結論は出していない」と話し、5月1日に記者会見を開き静岡県知事選挙への出馬を表明した。記者会見においては「東京五輪を前にスポーツの力を十分に発揮できるのは、自分しかいない」と主張した。また同日付で支援団体・静岡県政を大刷新する会が設立され、代表に鈴木望（元衆議院議員、元磐田市長）が就任した。
さらに記者会見においては「私は手段を選ばない。自民党と私は見ている方向は一緒で、思いは一つ」と発言するなど、自由民主党に秋波を送った。翌日、自由民主党は独自候補擁立を見送ることを発表した。知事選出馬を自由民主党国会議員会合及び自由民主党静岡県支部連合会役員会で強く反対された自由民主党静岡県支部連合会幹事長である宮沢正美は、自身の出馬について「断腸の思いで出馬を断念させてもらう」としたうえで、幹事長職を辞職することを表明し、溝口への支援について「組織としてはあり得ないと思っている」と明言した。
一方、自由民主党静岡市支部は、「溝口氏が訴えている政策はわれわれに近い」とし、5月8日に推薦を決定した。その後、自由民主党清水支部、由比支部、蒲原支部、焼津支部、浜松支部、磐田市部、袋井支部、沼津支部、伊東支部等も推薦を決定した。
同年6月25日に行われた静岡県知事選挙の投開票では得票数を伸ばせず、当時現職の川勝平太に破れた。ただし、静岡市3区のうち葵区と駿河区で、溝口が川勝の獲得票数より多く、静岡市全体でも川勝を6,000票近く上回った。同年9月には第48回衆議院議員総選挙で民進党を離党した細野豪志らが立ち上げる希望の党から静岡県第1区での出馬要請を受けたものの「知事選で自民党の支部や1区選出の上川陽子法相（当時）にお世話になった。恩をあだで返すことはできない」と固辞した。

## 略歴
- 1971年 - 誕生。
- 1994年 - 埼玉大学教育学部 卒業。
- 1997年 - 埼玉大学大学院教育学研究科 修士課程修了。
- 1997年 - 静岡県立大学短期大学部社会福祉学科 助手。
- 2002年 - フランススポーツ省 ナショナルコーチ。
- 2002年 - フランス柔道柔術剣道及び関連武道連盟(fr) 柔道ナショナルコーチ。
- 2005年 - 静岡文化芸術大学 文化政策学部 講師。
- 2009年 - 静岡文化芸術大学 文化政策学部 准教授。
- 2009年 - 磐田市スポーツアドバイザー。
- 2010年 - 埼玉大学 フェロー。
- 2011年 - 静岡県教育委員会 委員。
- 2011年 - 日本武道学会 評議員。
- 2014年 - 静岡県教育委員会 委員長。
- 2014年 - 東海体育学会 理事。
- 2014年 - 全日本柔道連盟 評議員。
- 2015年 - 東京大学大学院総合文化研究科 博士後期課程修了。
- 2016年 - 静岡文化芸術大学文化政策学部 教授。
- 2016年 - スポーツ庁 技術選定委員。
- 2017年 - 静岡県大学高専柔道連盟 会長。
- 2017年 - 日本スポーツ社会学会 理事。
- 2017年 - 静岡文化芸術大学退職。
- 2018年 - 日本女子体育大学体育学部 運動科学科スポーツ科学専攻 教授。
- 2018年 - 一般社団法人袋井市スポーツ協会 会長。
- 2019年 - 東京2020オリンピック・パラリンピック競技大会袋井市推進副委員長
- 2021年 - 公益社団法人袋井市スポーツ協会 会長。
- 2021年 - 日本体育・スポーツ経営学会 理事。

## 賞歴
- 1992年 - 文部大臣賞スポーツ功労賞。
- 1992年 - 内閣総理大臣感謝状銀杯。
- 1992年 - 静岡県知事感謝状。
- 1992年 - 埼玉県民栄誉賞。
- 1992年 - 福田町民栄誉賞。
- 1998年 - NHK静岡あけぼの賞。
- 2012年 - ヤマハ発動機スポーツ振興財団スポーツチャレンジ研究助成特別チャレンジャー賞。
- 2015年 - 静岡文化芸術大学学長奨励賞。
- 2015年 - 秩父宮記念スポーツ医・科学奨励賞（研究団体）。
- 2016年 - 静岡県知事感謝状。
- 2021年 - Yahoo!ニュース 個人 2月間 Most Valuable Article[21]
- 2021年 - Yahoo!ニュース 個人 8月間 Most Valuable Comment[22]
- 2021年 - 内閣官房 ホストタウン功労賞[23]
- 2022年 - Yahoo!JAPAN公式コメンテーター アワード2021 特別賞[8]

## 戦歴

### オリンピック記録
- 1992年バルセロナオリンピック女子柔道52 kg級銀メダル（文部大臣賞;スポーツ功労賞受賞につながる。）
- 1996年アトランタオリンピック女子柔道56 kg級3回戦敗退

### 主な優勝記録
- 全日本選抜柔道体重別選手権大会（5回）
- 福岡国際女子柔道選手権大会（3回）
- フランス国際（4回）

## 所属学会
- 日本社会学会
- 日本体育学会
- 日本武道学会

ほか

## 著作

### 単著
- 溝口紀子著『性と柔――女子柔道史から問う』河出書房新社、2013年。ISBN 9784309624648
- 溝口紀子著『日本の柔道フランスのJUDO』高文研、2015年。ISBN 9784874985625

### 共著
- 日本体育協会監修,菊幸一編著『現代スポーツは嘉納治五郎から何を学ぶのか』ミネルヴァ書房、2014年。ISBN 9784623071289

### 分担執筆、寄稿、等
- 静岡文化芸術大学文化政策学部国際文化学科編『国際文化学への第一歩』すずさわ書店、2013年。ISBN 9784795402317
- 石坂友司・小澤考人編著『オリンピックが生み出す愛国心』かもがわ出版、2015年。ISBN 9784780307788
- 柳沢和雄, 清水紀宏, 中西純司 (編集)『よくわかるスポーツマネジメント』 (やわらかアカデミズム・〈わかる〉シリーズ) ミネルヴァ書房,2017年。ISBN　9784623080144

### インタビュー
- 内田良著『柔道事故』河出書房新社、2013年。ISBN 9784309246239

## 関連人物
- 野瀬清喜